# Hebe Charlotte Kohlbrugge
Hebe Charlotte Kohlbrugge (* 8. April 1914 in Utrecht; † 13. Dezember 2016 ebenda) war eine niederländische Widerstandskämpferin gegen das NS-Regime.

## Ausbildung und Interessen
Als religiös und gesellschaftliche interessierte Person ging Kohlbrugge im März 1936 nach ihrer Zeit in England ins Deutsche Reich, um sich u. a. dort vom Nationalsozialismus eine Meinung zu bilden. In Berlin kam sie in Kontakt mit der Kirchengemeinde von Martin Niemöller und lernte die Bekennende Kirche kennen. 1938/39 arbeitete sie in Fehrbellin bei Günther Harder für die Bekennende Kirche. Weil das nicht erwünscht war, wurde sie verhaftet und entkam nur mit knapper Mühe ihrer Einweisung in das KZ Ravensbrück. 1939 ging sie nach Basel, um bei Karl Barth Theologie zu studieren. Als der Zweite Weltkrieg begann, konnte sie ihr Studium nicht fortführen und kehrte in die Niederlande zurück und geriet dort gleich in die Widerstandsbewegung.

## Tätigkeit im Widerstand
Kohlbrugge ergriff die Initiative und baute eine Verbindungslinie auf, mit der Mikrofilme mit Informationen, die vom niederländischen Widerstand gesammelt wurden, in die Schweiz ausgeschleust wurden (die sogenannte Schweizerische Linie). Der Endpunkt dieser Linie war der in Genf lebende Sekretär des Weltkirchenrates Willem Adolf Visser ’t Hooft. In diesem Spionage-Komplott arbeitete sie zusammen mit Freiherr Six, dem Leiter des Ordnungsdienstes, einer Abteilung der nationalen Streitkräfte.
Schließlich wurde sie 1944 festgenommen und von Kamp Vught ins Konzentrationslager Ravensbrück deportiert, wo sie unter erbärmlichen Umständen überlebte.

## Nachkriegstätigkeiten und Anerkennung
Aufgrund ihrer Verdienste wurde sie 1947 gebeten, dazu beizutragen, die Hassgefühle der Niederländer gegenüber den Deutschen abzubauen. Beizeiten richtete sie ihr Augenmerk auf Ostdeutschland und die anderen osteuropäischen Länder. Sie beschäftigte sich vor allem mit den Kirchen Osteuropas. Sie schmuggelte theologische Lektüre und auch Bibeln in kommunistisch orientierte Länder, z. B. nach Ungarn, in die Tschechoslowakei und nach Rumänien. Ab 1963 sorgte sie dafür, dass niederländische Theologiestudenten in Osteuropa studieren konnten. 81 holländische Theologiestudenten  verbrachten ein bis zwei Jahre in einem kommunistisch regierten Land. Außerdem arrangierte sie dort Hauskollegs mit acht Wochenseminaren pro Semester für die, die nicht studieren durften und solche, die mehr wissen wollten. Kohlbrugge war Mitglied der Christlichen Friedenskonferenz und nahm an den Allchristlichen Friedensversammlungen 1961 und 1964 in Prag teil.
1975 erhielt sie den Joost-van-den-Vondel-Preis für ihren Einsatz zugunsten der niederländisch-deutschen Beziehungen. 1990 erhielt sie ein Ehrendoktorat der Karls-Universität Prag und 1995 ein Ehrendoktorat der Universität von Cluj-Napoca in Rumänien.
Ihre erste Publikation 2000 betraf das Sammeln und Redigieren von Essays ihrer im Jahr zuvor verstorbenen Schwester Hanna Kohlbrugge, die Professorin der iranischen Sprache und Literatur an der Universität Utrecht war. 2002 schrieb Kohlbrugge eine Autobiografie unter dem Titel „Zweimal zwei ist fünf“.
Für ihre Widerstandstätigkeit wurde ihr von der US-Regierung die Medal of Freedom mit der Silberpalme verliehen.
Am 3. November 2009 beleuchtete der Evangelische Radiosender ihr Leben in dem Programmbeitrag „'t Zal je maar gebeuren“ („Das müsste dir mal passieren“). Dieser Beitrag beinhaltete eine dokumentarische Reise, welche die 95-Jährige u. a. nach Berlin und Ravensbrück unternahm.

## Schriften
- Hanna Kohlbrugge, postuum bezorgd door Hebe Kohlbrugge: De Islam aan de deur. Op zoek naar een antwoord. Boekencentrum, Zoetermeer 2001, ISBN 90-239-1142-3
  - deutsch als: Hanna Kohlbrugge, posthum herausgegeben von Hebe Kohlbrugge und Berthold Köber: Der einsame Gott des Islam. Was uns nach dem Islam fragen lässt. LIT Verlag, Münster 2003, ISBN 3-8258-6175-9
- Hebe Kohlbrugge: Twee keer twee is vijf. Getuige in Oost en West. Kok, Kampen 2002, ISBN 90-435-0519-6
  - deutsch als: Hebe Kohlbrugge (Autor); Annegret Klinzmann und Mechthild Ragg (Übersetzer): Zwei mal zwei ist fünf. Mein unberechenbares Leben seit 1914. Evangelische Verlagsanstalt, Leipzig 2003, ISBN 3-374-02051-8